# История Гватемалы
История Гватемалы — события на территории современного Гватемалы с момента начала расселения там людей и до сегодняшнего дня.

## Древние времена
Первые поселения на территории современной Гватемалы возникли в 1-м тысячелетии до нашей эры. Заселяли их индейцы майя, у которых не было единого государства.

## Средние века
Во II—IX в. н. э. — расцвет культуры майя, затем наступил период упадка. В X—XI вв. в Гватемалу из Табаско пришли тольтеки, к которым относились и племена киче, и завоевали центральное нагорье со столицей Кумарках (Утатлан). К концу XIV в. в подчинении у киче оказались многие народы Гватемалы. В XV в. от киче отделилась народность какчикели, образовав своё государство.
В начале XV в. н. э. велись постоянные войны между мелкими государствами.

## Колониальный период
В 1523 году началась колонизация страны испанцами под предводительством Педро де Альварадо. Наибольшее сопротивление испанцам оказало племя киче, до сих пор остающееся крупнейшим индейским племенем Гватемалы. Всё же конкистадоры в 1524 году захватили главный город племени киче Гумарках. По приказу Педро де Альварадо город был сожжён вместе с его знатью. К тому времени Альварадо вместе со своими союзниками из местных народов уже разгромил основную армию Киче, которую возглавлял Текун Уман, выходец из царской семьи Киче, носивший титул «великий предводитель воинов», в битве на окраине города Кетцальтенанго. Согласно летописям, Альварадо якобы лично убил Текум Умана. К 1525 году индейцы были, в основном, покорены. Но их последнее независимое государственное образование на территории современной Гватемалы, со столицей Тах-Ица (Нох-Петен), известной испанцам как Тайясаль, было покорено лишь в 1697 году.
С XVI века испанцы начали в Гватемале создавать плантации и добывать золото и серебро. Однако хозяйственное освоение страны было весьма слабым. На экспорт поставлялись практически только красители — из индиго и из насекомых (кошениль). В 1564 году было создано генерал-капитанство Гватемала.
Ввоз негров-рабов в Гватемалу был незначителен. Практически все негры растворились среди местного населения.
До 1773 года столицей считался город Антигуа-Гватемала, пока не был разрушен землетрясением. Столицу перенесли в нынешний город Гватемала.

## Период независимости

### XIX век
В начале XIX века начались войны за независимость в испанских колониях Америки. 15 сентября 1821 года была провозглашена независимость Мексиканской империи, куда вошла Гватемала. Вскоре, в 1823 году от Мексики откололись центральноамериканские провинции: Коста-Рика, Сальвадор, Никарагуа, Гондурас и Гватемала, которые провозгласили собственное, независимое государство — Соединённые Провинции Центральной Америки. Первым президентом Федерации был Мануэль Хосе Арсе. Его непоследовательность на посту президента, а также разногласия среди консерваторов и либералов, привели страну к гражданской войне (1826—1829). Сменивший на его посту либерал Франсиско Морасан не смог справиться с консерваторами и подавить сепаратизм в регионах, что привело к распаду Соединённых Провинций в 1840 году.
С 1840 года страной стал управлять поддерживаемый консерваторами Рафаэль Каррера, президент Гватемалы с 1844 вплоть до своей смерти в 1865 году.
С начала 1860-х годов переселенцы из Германии стали культивировать в Гватемале плантации кофейных деревьев, в результате кофе стал важнейшим экспортным товаром Гватемалы.

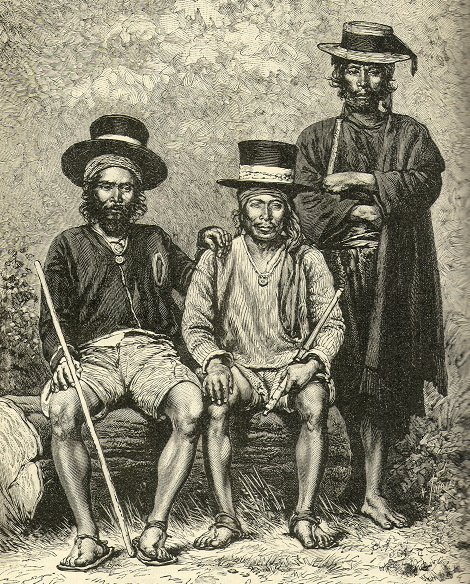
Городские алкальды из народа майя, 1891

В 1871 году либералы произвели государственный переворот в Гватемале, свергнув президента Висенте Серну. Некоторое время пост президента занимал Гарсиа Гранадос, а в 1873 году пост президента занял генерал Руфино Барриос. Он изгнал из Гватемалы монашеские ордена, конфисковал их имущество, а также имущество крупнейших консерваторов. При нём начались постройка железных дорог и предпринят ряд мер для развития сельского хозяйства и распространения грамотности населения. В то же время Баррильос страстно желал вновь создать единое государство Центральной Америки. После неудачи мирных переговоров с соседними странами, Баррильос решил силой организовать федерацию, но в сражении против армии Сальвадора в 1885 году был убит.

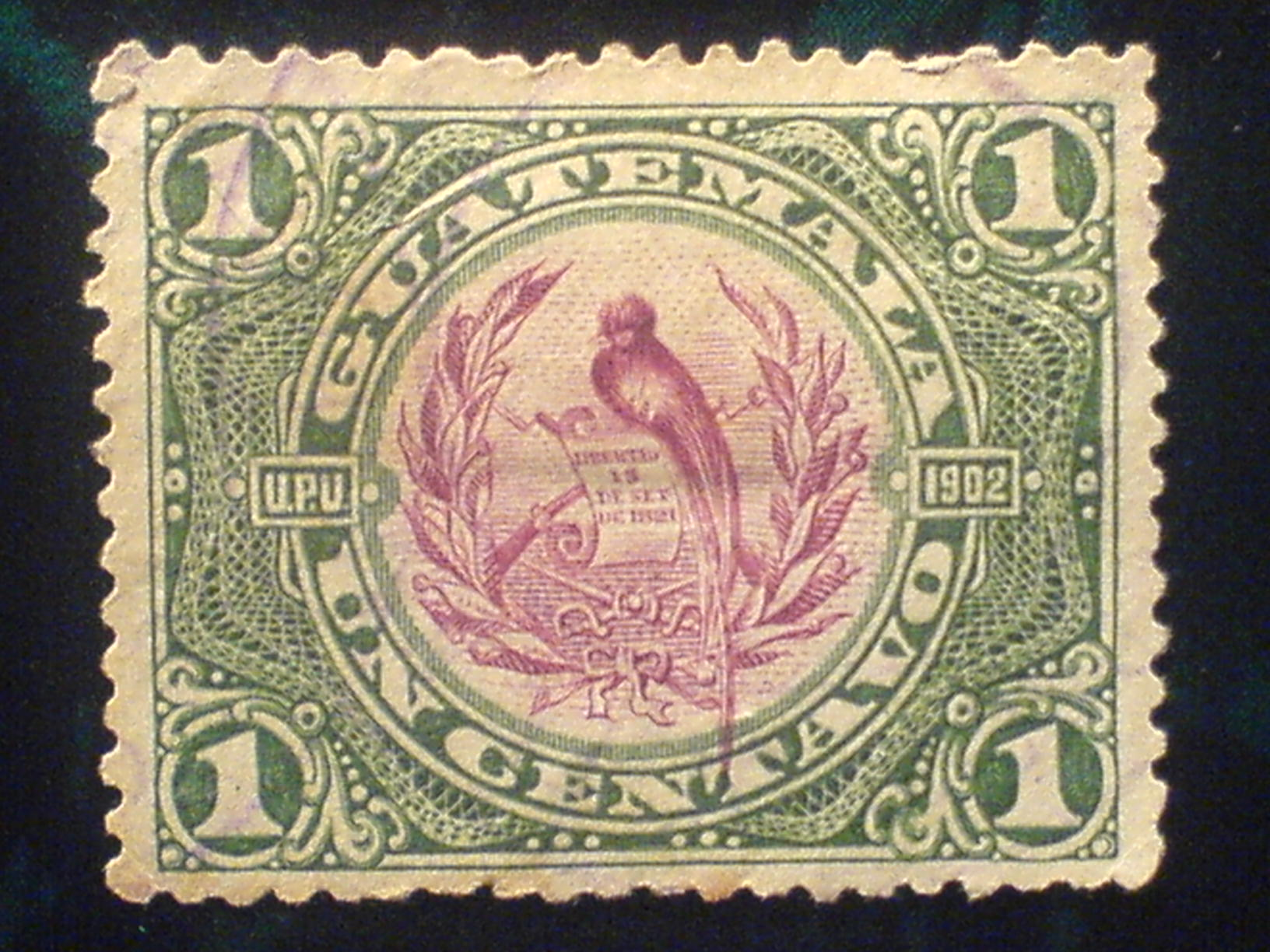
Почтовая марка республики Гватемала (1902 г.)

В 1898 году президентом стал либерал Мануэль Кабрера, предоставивший американцам, в частности, компании «United Fruit Company», ряд плодородных земель, на которых компания создала крупные плантации бананов, ставших вторым, после кофе, экспортным товаром Гватемалы.

### XX век
Компания «United Fruit» в начале XX века существенно расширила гватемальский порт Пуэрто-Баррьос на атлантическом побережье страны. Затем она стала расширять порты Гватемалы на тихоокеанском побережье.
Гватемала приняла ограниченное участие в Первой мировой войне на стороне Антанты.
После свержения Кабреры либералами (в 1920 году) была схватка за власть, в которой в 1931 году победил генерал Хорхе Убико. Он предоставил компании «Юнайтед Фрут» новые земли, причём совершенно бесплатно, и потому пользовался поддержкой США. В короткое время он стал диктатором.
В 1930-е годы крупнейшим после США внешнеторговым партнёром Гватемалы стала Германия — треть объёма экспорта и импорта Гватемалы. Однако в декабре 1941 года Гватемала была вынуждена вслед за США объявить войну странам «оси» — Германии, Италии и Японии. В военных действиях Гватемала не участвовала, только прекратила торговлю с этими странами.
В июле 1944 года произошло выступление младших армейских офицеров, студентов и учителей против диктатуры Убико. Стремясь сохранить за собой рычаги власти, тот передал пост президента генералу Понсе. Однако в октябре 1944 года он был свергнут в результате государственного переворота под руководством майора Араны и капитана Арбенса. В ходе переворота было убито около ста человек. Страной стала править военная хунта. Затем были проведены выборы, и президентом Гватемалы стал писатель Хосе Аревало, который повёл более независимую от США политику, в частности, установил дипломатические отношения с СССР. Сам Аревало называл себя «христианским социалистом».
В 1951 году на выборах победил ставший уже полковником Хакобо Арбенс, выиграв их у проамериканского политика Мигеля Идигораса. Арбенс повёл себя ещё более радикально — отказался послать контингент в Корею и национализировал земли компании «Юнайтед Фрут», выплатив ей компенсацию в миллион долларов, хотя Убико отдал эти земли совершенно бесплатно, а компания требовала 16 миллионов. Экономическое давление на Арбенса не помогло, и «Юнайтед Фрут» стала искать поддержку в высших эшелонах власти США. И нашла — у братьев Даллес, один из которых — Аллен — работал директором ЦРУ, а другой — Джон Фостер — был госсекретарём. Их поддержал и президент Эйзенхауэр — он считал, что Арбенс настроен просоветски и идёт к коммунизму. Между тем в Гватемале действительно возросло влияние рабочих и социалистических движений и партий. В 1954 году состоялся учредительный съезд Гватемальской партии труда, генеральным секретарём которой стал Бернардо Альварадо Монсон.
В июне 1954 года Арбенс был свергнут в результате Операции PBSUCCESS. Президентом стал полковник Кастильо Армас, который вернул земли «Юнайтед Фрут» и переориентировался на США. В 1957 году он был убит. Вскоре президентом стал генерал Идигорас Фуэнтес, при котором в стране началась гражданская война.
Началась она после того, как 13 ноября 1960 года было подавлено вооружённое восстание группы младших армейских офицеров, часть из которых после поражения которые ушли партизанить. В 1962 году к ним присоединились силы коммунистических Повстанческих вооружённых сил. В 1963 году Идигорас был свергнут полковником Перальтой Асурдией, который правил в стране до 1966 года. После этого президентом стал Мендес Монтенегро, начавший настоящую войну армии против партизан, при этом уничтожались целые деревни, поддерживавшие или просто сочувствующие партизанам. Большинство партий и движений были объявлены «вне закона». Активисты их либо были убиты, либо вынуждены были перейти на нелегальное положение.
В 1970 году президентом был избран Арана Осорио. При нём также проводилась жёсткая антикоммунистическая политика. Так, например, 26 сентября 1972 был казнён лидер гватемальских коммунистов Бернардо Альварадо Монсон.
В 1974 году президентом был избран Лаухеруд Гарсия.
В 1976 году столица была разрушена сильнейшим землетрясением. Партизанское движение провело несколько масштабных военных операций. Армия ответила массовыми репрессиями.
Последующие президенты — Лукас Гарсия и Риос Монтт ещё более ужесточили репрессии. Монтт пришёл к власти в 1982 году. На время правления Монтта (1982—1983) приходится треть известных убийств за время гражданской войны (в которых большая доля вины также на совести левонастроенных партизан) и многочисленные карательные акции и репрессии против коренного индейского населения. В то же время Риос Монтт проводил активную социальную политику, расширял базу поддержки своего режима за счёт движения патрулерос. В 1983 году Риос Монтт был свергнут, к власти пришёл Оскар Мехиа Викторес. При нём в соседние страны бежало большое число гватемальцев. В мае 2013 года Риас Монтт был приговорён судом к 80 годам лишения свободы за причастность к убийству 1700 индейцев в северном департаменте Киче. Это преступление датируется 1982—1983 годами.

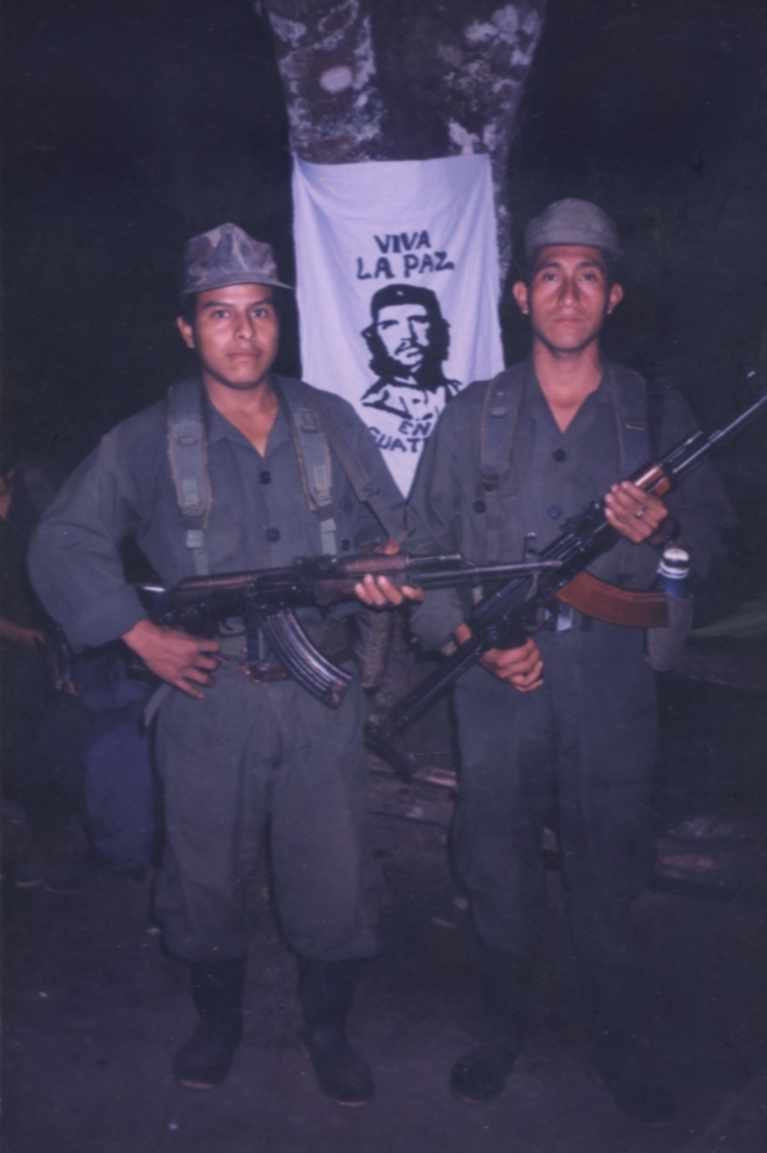
Повстанцы Организации вооружённого народа

Президент Сересо Аревало, избранный в декабре 1985 года, начал смягчение репрессий. В 1991 году к власти пришёл Хорхе Антонио Серрано, при котором репрессии возобновились.
В 1992 году Нобелевская премия мира была присвоена индейской активистке Ригоберте Менчу, которая выступала с открытым осуждением гватемальской диктатуры. В том же году начались переговоры с партизанскими группировками.
Экономическая политика Серрано вызвала недовольство граждан, в мае 1993 года начались протесты против сокращения субсидий на электроэнергию и проезд на городском транспорте. В ответ 25 мая Серрано распустил Конгресс и Верховный суд, ограничил действие конституции, ввел цензуру. Но военное руководство отказало Серрано в поддержке и 1 июня 1993 года военные заменили его вице-президентом Густаво Эспиной. Продолжение протестов вынудило и Эспину уйти в отставку, 5 июня Конгресс избрал временным президентом популярного правозащитника Рамира де Леона Карпио, который выдвинул новый план прекращения гражданской войны в стране. В сентябре 1995 года было принято решение о роспуске правых полувоенных формирований.
29 декабря 1996 года правительство нового президента Альваро Арсу подписало мирное соглашение с партизанами, однако ни бывшие военные правители, ни партизаны к ответственности привлечены до сих пор не были.

### XXI век
С 2004 года президентом страны был Оскар Бергер из партии Великий Национальный Альянс.
9 сентября 2007 года был проведён первый раунд очередных президентских выборов, победу в которых одержали бизнесмен Альваро Колом из левоцентристской партии Национальный Союз Надежды и бывший генерал гватемальской армии Отто Перес Молина из правоцентристской Патриотической партии. Второй раунд выборов состоялся 4 ноября 2007. Победу одержал Альваро Колом. 14 января 2008 года Альваро Колом официально вступил в должность президента Гватемалы.
На президентских выборах 2011 года победил кандидат Патриотической партии Отто Перес Молина, обошедший во втором туре кандидата от центристской партии «Обновлённая демократическая свобода» Мануэля Балдисона. Однако в 2015 году Молина был вынужден уйти в отставку в связи с коррупционным скандалом. На несколько месяцев обязанности президента стал исполнять Алехандро Мальдонадо Агирре, пока в январе 2016 году в должность не вступил избранный на досрочных выборах бывший комедийный актёр Джимми Моралес.
На президентских выборах 11 августа 2019 (во втором туре) победил правоцентрист Алехандро Джамматтеи.
Гватемала имеет дипломатические отношения с Российской Федерацией (установлены с СССР 19.02.1945, нормализованы 04.01.1991). 8 января 1992 года гватемальское правительство признало Российскую Федерацию в качестве государства-продолжателя СССР.
- 7 ноября 2012 года в Гватемале произошло землетрясение магнитудой 7,4.